# Perilissus punctatissimus
Perilissus punctatissimus là một loài tò vò trong họ Ichneumonidae.